# A Bakugan szörny bunyósok epizódjainak listája
Ez a lista a Bakugan szörny bunyósok című animesorozat epizódjait sorolja fel.

## Bakugan Szörny bunyósok
| #  | Epizód címe | Első japán sugárzás  | Első magyar sugárzás |
| -- | --- | -------------------- | -------------------- |
| 1  | Az első csata Bakugan: The Battle Begins Rjú no Szensi (龍の戦士; Hepburn: Ryū no Senshi)                                                              | 2007. április 5.     | 2009. február 2.     |
| 2  | Álarcos színre lép Masquerade Ball Arasi o jobu otoko (嵐を呼ぶ男; Hepburn: Arashi o yobu otoko)                                                       | 2007. április 11.    | 2009. február 3.     |
| 3  | Balhé barátok közt A Feud Between Friends Katte ni Sijagare (勝手にしやがれ; Hepburn: Katte ni Shiyagare)                                              | 2007. április 18.    | 2009. február 4.     |
| 4  | Dan és Drago Dan and Drago Akai Kizuna (赤い絆; Hepburn: Akai Kizuna)                                                                                  | 2007. április 25.    | 2009. február 5.     |
| 5  | Runo nagy napja Runo Rules Nikui an csikusó (憎いあンちくしょう; Hepburn: Nikui an chikushō)                                                           | 2007. május 3.       | 2009. február 6.     |
| 6  | Páros csata A Combination Battle Taigá & Doragon (タイガー&ドラゴン; Hepburn: Taigā & Doragon)                                                         | 2007. május 10.      | 2009. február 9.     |
| 7  | A szemtelen Bakugan Bakugan Idol Kamereon Ámí (カメレオンアーミー; Hepburn: Kamereon Āmī)                                                              | 2007. május 17.      | 2009. február 10.    |
| 8  | Bunyó kisasszony módra Girls Just Wanna Have Fun Bi Szairento (美・サイレント; Hepburn: Bi Sairento)                                                   | 2007. május 24.      | 2009. február 11.    |
| 9  | Reptéri bunyó Fight Or Flight! Ai to iuna no moto ni (愛という名のもとに; Hepburn: Ai to iuna no moto ni)                                              | 2007. május 31.      | 2009. február 12.    |
| 10 | Az összeillő páros A Perfect Match Onadzsi cuki o miteita (同じ月を見ていた; Hepburn: Onaji tsuki o miteita)                                           | 2007. június 7.      | 2009. február 13.    |
| 11 | Ketten egy ellen Grandpa's Got A Brand New Bakugan Kaze no naka no sónen (風の中の少年; Hepburn: Kaze no naka no shōnen)                               | 2007. június 14.     | 2009. február 16.    |
| 12 | Bakugan sokk Bakugan Stall Dzsikan jo tomare (時間よ止まれ; Hepburn: Jikan yo tomare)                                                                  | 2007. június 21.     | 2009. február 17.    |
| 13 | Barát vagy ellenség Just For The Shun Of It Dzsónecu no arasi (情熱の嵐; Hepburn: Jōnetsu no arashi)                                                   | 2007. június 28.     | 2009. február 18.    |
| 14 | Vestroia története The Story Of Vestroia Manacu no jo no Jume (真夏の夜の夢; Hepburn: Manatsu no yo no Yume)                                           | 2007. július 5.      | 2009. február 19.    |
| 15 | Dupla bunyó a sivatagban A Duel in the Desert Hacu tosite! Good (ハッとして!Good; Hepburn: Hatsu toshite! Good)                                        | 2007. július 12.     | 2009. február 20.    |
| 16 | A győzelem a bátraké No Guts No Glory Gatcu da ze!! (ガッツだぜ!!; Hepburn: Gattsu da ze!!)                                                            | 2007. július 19.     | 2009. február 23.    |
| 17 | Barátok mindörökre Best Friends Forever Kimito Icumademo (君といつまでも; Hepburn: Kimito Itsumademo)                                                  | 2007. július 26.     | 2009. február 24.    |
| 18 | Robbanásszerű fejlődés Evolution Revolution Furaszsu! (フラッシュ!; Hepburn: Furasshu!)                                                                | 2007. augusztus 2.   | 2009. február 25.    |
| 19 | Julie kemény csatája Julie Plays Hard Brawl Omoide boroboro (想い出ぼろぼろ; Hepburn: Omoide boroboro)                                                 | 2007. augusztus 9.   | 2009. február 26.    |
| 20 | Egy kis baráti segítség A Little Help From My Friends Asita ha asita no kaze ga fuku (明日は明日の風が吹く; Hepburn: Ashita ha ashita no kaze ga fuku) | 2007. augusztus 16.  | 2009. február 27.    |
| 21 | Kedves barátaim My Good Friend Vaga joki tomo jo (我が良き友よ; Hepburn: Waga yoki tomo yo)                                                            | 2007. augusztus 23.  | 2009. március 2.     |
| 22 | Tüzes csata Drago's on Fire Jó hamata noboru (陽はまた昇る; Hepburn: Yō hamata noboru)                                                                 | 2007. augusztus 30.  | 2009. március 3.     |
| 23 | A titokzatos Joe Say It Ain't So Joe Ucsiki na aicu (内気なあいつ; Hepburn: Uchiki na aitsu)                                                           | 2007. szeptember 6.  | 2009. március 4.     |
| 24 | A siker titka Secret of Success Tosisita no otokonoko (年下の男の子; Hepburn: Toshishita no otokonoko)                                                 | 2007. szeptember 13. | 2009. március 5.     |
| 25 | Bízz bennem Trust Me Háto no Észu ga dete konai (ハートのエースが出てこない; Hepburn: Hāto no Ēsu ga dete konai)                                       | 2007. szeptember 20. | 2009. március 6.     |
| 26 | Bosszúhadjárat Doom Dimension Or Bust Barádo nojó ni nemure (バラードのように眠れ; Hepburn: Barādo noyō ni nemure)                                     | 2007. szeptember 27. | 2009. március 9.     |
| 27 | Leszámolás Show Down Rakujó (落陽; Hepburn: Rakuyō) | 2007. október 4.     | 2009. október 1.     |
| 28 | Kutatás az eltűnt bunyós után The Brawler's Last Stand Kucsibiru vo kamisimete (唇をかみしめて; Hepburn: Kuchibiru wo kamishimete)                     | 2007. október 11.    | 2009. október 2.     |
| 29 | Rémálom a végzet utcában Nightmare in Doomsville Kanodzso to vatasi no dzsidzsó (彼女と私の事情; Hepburn: Kanojo to watashi no jijō)                   | 2007. október 18.    | 2009. október 5.     |
| 30 | Ilyen voltan ilyen lettem I am Marucho, Hear Me Roar Boku ga boku dearutameni (僕が僕であるために; Hepburn: Boku ga boku dearutameni)                  | 2007. október 25.    | 2009. október 6.     |
| 31 | Távol az otthonunktól A Place Far From Home Júhi ga naiteiru (夕陽が泣いている; Hepburn: Yūhi ga naiteiru)                                             | 2007. november 1.    | 2009. október 7.     |
| 32 | Csak ésszel Runo Play Nice Runo Kini naru aicu (気になるあいつ; Hepburn: Kini naru aitsu)                                                              | 2007. november 8.    | 2009. október 8.     |
| 33 | Leverlek bohóc You're Going Down Clown Dare da! (誰だ!; Hepburn: Dare da!)                                                                             | 2007. november 15.   | 2009. október 9.     |
| 34 | Otthon, édes otthon Home Sweet Home Jami ni hikari vo (闇に光を; Hepburn: Yami ni hikari wo)                                                           | 2007. november 22.   | 2009. október 12.    |
| 35 | Dan utolsó vizsgája Dan's Last Stand Acuki kokoro ni (熱き心に; Hepburn: Atsuki kokoro ni)                                                             | 2007. november 29.   | 2009. október 13.    |
| 36 | Nyers erővel Show Me What You've Got! Nacu ni furu juki (夏に降る雪; Hepburn: Natsu ni furu yuki)                                                      | 2007. december 6.    | 2009. október 14.    |
| 37 | Továbbfejlődés You Say You Want an Evolution Kiken nafutari (危険なふたり; Hepburn: Kiken nafutari)                                                    | 2007. december 13.   | 2009. október 15.    |
| 38 | Álarcos álarca mögött Behind the Mask of Masquerade Faito! (ファイト!; Hepburn: Faito!)                                                                | 2007. december 20.   | 2009. október 16.    |
| 39 | Leleplezve Masquerade Unmasked Ovari naki tabi (終わりなき旅; Hepburn: Owari naki tabi)                                                                | 2007. december 27.   | 2009. október 19.    |
| 40 | Alice vezeklése Alice Gets Schooled Kjó madeszosite asita kara (今日までそして明日から; Hepburn: Kyō madesoshite ashita kara)                          | (Csak DVD-n)         | 2009. október 20.    |
| 41 | Égen a mutáns A Fish Named Tayghen Kóri no Szekai (氷の世界; Hepburn: Kōri no Sekai)                                                                   | 2008. január 10.     | 2009. október 21.    |
| 42 | Verseny Vestroiaba The Race to Vestroia Dó ni moto maranai (どうにもとまらない; Hepburn: Dō ni moto maranai)                                           | 2008. január 10.     | 2009. október 22.    |
| 43 | Irány NAGA városa Next Stop Naga-Ville Szensi no kjúszoku (戦士の休息; Hepburn: Senshi no kyūsoku)                                                     | 2008. január 17.     | 2009. október 23.    |
| 44 | A merész terv It's a Long Shot Nerai ucsi (狙いうち; Hepburn: Nerai uchi)                                                                              | 2008. január 24.     | 2009. október 26.    |
| 45 | Segélyhívás otthonról Ground Control to Major Dan! Dzsódan dzsanee (冗談じゃねぇ; Hepburn: Jōdan janee)                                                | 2008. január 31.     | 2009. október 27.    |
| 46 | A szóló sláger The One Hit Wonders Otoko no kunsou (男の勲章; Hepburn: Otoko no kunshou)                                                               | 2008. február 7.     | 2009. október 28.    |
| 47 | Sárfürdő There's Mud in Your Eye Guddo Naito Beibí (グッド・ナイト・ベイビー; Hepburn: Guddo Naito Beibī)                                              | 2008. február 14.    | 2009. október 29.    |
| 48 | R mint revans R is for Revenge Korega vatasi no ikiru micsi (これが私の生きる道; Hepburn: Korega watashi no ikiru michi)                               | 2008. február 21.    | 2009. október 30.    |
| 49 | A végső állomás Wardington Showdown in Wardington Cubasza no oreta endzsieru (翼の折れたエンジェル; Hepburn: Tsubasa no oreta enjieru)                 | 2008. február 28.    | 2009. november 2.    |
| 50 | A jó, a rossz és a Bakugan The Good, the Bad and the Bakugan Ore tacsi ni asita ha nai (俺たちに明日は無い; Hepburn: Ore tachi ni ashita ha nai)       | 2008. március 6.     | 2009. november 3.    |
| 51 | Az utolsó menet The Final Brawl Inocsi moja site (命燃やして; Hepburn: Inochi moya shite)                                                              | 2008. március 13.    | 2009. november 4.    |
| 52 | A játék vége Game Over Nanbá Van Batoru Burórázu (ナンバーワン・バトルブローラーズ; Hepburn: Nanbā Wan Batoru Burōrāzu)                                | 2008. március 20.    | 2009. november 5.    |

## Bakugan: Új Vestroia
| #  | Epizód címe | Első angol sugárzás  | Első magyar sugárzás |
| -- | --- | -------------------- | -------------------- |
| 1  | A Vesztáliak inváziója Invasion of the Vestals Aratanaru tabidacsi (新たなる旅立ち; Hepburn: Aratanaru tabidachi)                                      | 2009. április 12.    | 2010. március 15.    |
| 2  | Ace, a merész Facing Ace Sinkuronisiti (シンクロニシティ; Hepburn: Shinkuronishiti)                                                                    | 2009. április 19.    | 2010. március 16.    |
| 3  | Pszichés zavar Get Psyched Vaga teki va vare niari (我が敵は我にあり; Hepburn: Waga teki wa ware niari)                                                | 2009. április 26.    | 2010. március 17.    |
| 4  | Marucso küldetése Marucho's Mission Furenzu (フレンズ; Hepburn: Furenzu)                                                                               | 2009. május 3.       | 2010. március 18.    |
| 5  | A vereség íze Taste of Defeat Koutekisu (好敵手; Hepburn: Koutekishu)                                                                                  | 2009. május 10.      | 2010. március 19.    |
| 6  | A barát visszatér Return of a Friend Tomo jo (友よ; Hepburn: Tomo yo)                                                                                  | 2009. május 17.      | 2010. március 22.    |
| 7  | A kiber-rém Cyber Nightmare Erekutoro・Vārudo (エレクトロ・ワールド; Hepburn: Erekutoro・Wārudo)                                                       | 2009. május 24.      | 2010. március 23.    |
| 8  | Mi a terv? What's the Plan? Csouszensa (挑戦者; Hepburn: Chousensha)                                                                                   | 2009. május 31.      | 2010. március 24.    |
| 9  | Szabadság Freedom Run Dzsijuu heno tobira (自由への扉; Hepburn: Jiyuu heno tobira)                                                                     | 2009. június 7.      | 2010. március 25.    |
| 10 | A váratlan vendég Surprise Visitor Rabirinszu (ラビリンス; Hepburn: Rabirinsu)                                                                         | 2009. június 14.     | 2010. március 26.    |
| 11 | Hívatlan vendégek Gate Crashers Otokotacsi no merodí (男達のメロディー; Hepburn: Otokotachi no merodī)                                                 | 2009. június 21.     | 2010. március 29.    |
| 12 | Az álarc alatt Unmasked Kamen no otoko (仮面の男; Hepburn: Kamen no otoko)                                                                             | 2009. június 28.     | 2010. március 30.    |
| 13 | Hangok az éjszakában Voices in the Night Vana (罠; Hepburn: Wana)                                                                                      | 2009. július 5.      | 2010. március 31.    |
| 14 | Párbaj a dűnék közt Duel in the Dunes Gacu no szabaku (月の砂漠; Hepburn: Gatsu no sabaku)                                                             | 2009. július 12.     | 2010. április 1.     |
| 15 | Az utolsó ellenálló Last One Standing Kaze ni nare (風になれ; Hepburn: Kaze ni nare)                                                                   | 2009. július 19.     | 2010. április 2.     |
| 16 | Ez ám a hatalom! Show Me the Power! Cumetai Ame (冷たい雨; Hepburn: Tsumetai Ame)                                                                      | 2009. július 26.     | 2010. április 5.     |
| 17 | Hé haver, hol a Bakuganom? Dude, Where's My Bakugan? Kuroi taijou (黒い太陽; Hepburn: Kuroi taiyou)                                                    | 2009. augusztus 2.   | 2010. április 6.     |
| 18 | Ég veled Bakugan Gone, Gone Bakugan Asita naki bouszou (明日なき暴走; Hepburn: Ashita naki bousou)                                                     | 2009. augusztus 9.   | 2010. április 7.     |
| 19 | Családi kötelék Family Ties Szosite... meguriai (そして…めぐり逢い; Hepburn: Soshite... meguriai)                                                      | 2009. augusztus 16.  | 2010. április 8.     |
| 20 | Béta városi balhé Beta City Blues Uragiri no macsikado (裏切りの街角; Hepburn: Uragiri no machikado)                                                   | 2009. augusztus 23.  | 2010. április 9.     |
| 21 | Testvéri szeretet Brotherly Love Tandzsou (誕生; Hepburn: Tanjou)                                                                                      | 2009. augusztus 30.  | 2010. április 12.    |
| 22 | Földalatti tömegverekedés Underground Take Down Tengoku to dzsigoku (天国と地獄; Hepburn: Tengoku to jigoku)                                           | 2009. szeptember 6.  | 2010. április 13.    |
| 23 | Búnyó faltól falig Wall to Wall Brawl Uszo (うそ; Hepburn: Uso)                                                                                        | 2009. szeptember 13. | 2010. április 14.    |
| 24 | A legvégső Bakugan Ultimate Bakugan Akai sógeki (赤い衝撃; Hepburn: Akai shougeki)                                                                     | 2009. szeptember 20. | 2010. április 15.    |
| 25 | Végső visszaszámlálás Final Countdown Kagiri naki tatakai (限りなき戦い; Hepburn: Kagiri naki tatakai)                                                 | 2009. szeptember 27. | 2010. április 16.    |
| 26 | Újra együtt Reunion Szaisú keszsen (最終決戦; Hepburn: Saishū kessen)                                                                                  | 2009. október 4.     | 2010. április 19.    |
| 27 | A pusztítás hat alapja Six Degrees Of Destruction Tatakai va ovaranai! (戦いは終わらない！; Hepburn: Tatakai wa owaranai!)                             | 2009. november 7.    | 2010. október 25.    |
| 28 | A Vexos bosszúja Revenge of the Vexos Cumi to bacu (罪と罰; Hepburn: Tsumi to batsu)                                                                   | 2009. november 14.   | 2010. október 26.    |
| 29 | Siren, a megmentő Saved by the Siren Emerarudo no denszecu (エメラルドの伝説; Hepburn: Emerarudo no densetsu)                                          | 2009. november 21.   | 2010. október 27.    |
| 30 | A nap, amikor Új Vestroia mozdulatlanná dermedt The Day New Vestroia Stood Still Szekai ga ovaru nicsi (世界が終わる日; Hepburn: Sekai ga owaru nichi) | 2009. november 29.   | 2010. október 28.    |
| 31 | Spectra előkerül Spectra Rises Akai unmei (赤い運命; Hepburn: Akai unmei)                                                                              | 2009. december 6.    | 2010. október 29.    |
| 32 | Egy ólálkodó árny Shadow Attack Kan Fú Redi (カンフーレディ; Hepburn: Kan Fū Redi)                                                                     | 2009. december 13.   | 2010. november 1.    |
| 33 | Brontes, az áruló Brontes' Betrayal Cunoru omoi (つのる想い; Hepburn: Tsunoru omoi)                                                                    | 2009. december 26.   | 2010. november 2.    |
| 34 | Idegenek a Földön Earth Invaders Sinrjakusa (インベーダー; Hepburn: Shinryakusha)                                                                      | 2010. január 2.      | 2010. november 3.    |
| 35 | Az elkódorgott Elfin Elfin on the Run Boku nimakaszete kudaszai (僕にまかせてください; Hepburn: Boku nimakasete kudasai)                               | 2010. január 9.      | 2010. november 4.    |
| 36 | Szamuráj leszámolás Samurai Showdown Szamurai (サムライ; Hepburn: Samurai)                                                                             | 2010. január 17.     | 2010. november 5.    |
| 37 | Virtuális őrület Virtual Insanity Uonteddo (ウォンテッド; Hepburn: Uonteddo)                                                                           | 2010. január 24.     | 2010. november 8.    |
| 38 | Mindent vagy semmit All or Nothing Karei naru kake (華麗なる賭け; Hepburn: Karei naru kake)                                                            | 2010. január 31.     | 2010. november 9.    |
| 39 | Spectra leszámolása Avenging Spectra Szaraba tomo jo (さらば友よ; Hepburn: Saraba tomo yo)                                                             | 2010. február 7.     | 2010. november 10.   |
| 40 | Rajtaütés Ambush Macsibusze (まちぶせ; Hepburn: Machibuse)                                                                                             | 2010. február 14.    | 2010. november 11.   |
| 41 | A BT rendszer elkészül BT: The Final Battle Sourisa (勝利者; Hepburn: Shourisha)                                                                       | 2010. február 21.    | 2011. február.21.    |
| 42 | Kivonulás Exodus Sin'ai naru mono he (親愛なる者へ; Hepburn: Shin'ai naru mono he)                                                                     | 2010. február 28.    | 2011. február 22.    |
| 43 | Az adat fantom Phantom Data Attack Micsi naru mirai he (未知なる未来へ; Hepburn: Michi naru mirai he)                                                  | 2010. március 6.     | 2011. február 23.    |
| 44 | Spectra utolsó bástyája Spectra's Last Stand Taikecu (対決; Hepburn: Taiketsu)                                                                         | 2010. március 14.    | 2011. február 24.    |
| 45 | Fúzió vagy konfúzió Fusion Confusion Siavasze no katacsi (幸せのカタチ; Hepburn: Shiawase no katachi)                                                  | 2010. március 21.    | 2011. február 25.    |
| 46 | Hol Volt, hol nem Volt Volt's Revolt Hangjaku no híró (反逆のヒーロー; Hepburn: Hangyaku no hīrō)                                                      | 2010. március 28.    | 2011. február 28.    |
| 47 | Jótett helyébe jót várj Payback Szajonara vo szurutameni (さよならをするために; Hepburn: Sayonara wo surutameni)                                       | 2010. április 4.     | 2011. március 1.     |
| 48 | Mylene veszte Mylene's Meltdown Micsidure (みちづれ; Hepburn: Michidure)                                                                               | 2010. április 11.    | 2011. március 2.     |
| 49 | A feláldozható utód An Heir to Spare Dzsingi naki tatakai (仁義なき戦い; Hepburn: Jingi naki tatakai)                                                  | 2010. április 18.    | 2011. március 3.     |
| 50 | Az alternatív fegyver Ultimate Weapon Szaisú heiki (最終兵器; Hepburn: Saishū heiki)                                                                   | 2010. április 25.    | 2011. március 4.     |
| 51 | Mindenki egy ellen All for One Keszsen no nicsi (決戦の日; Hepburn: Kessen no nichi)                                                                   | 2010. május 2.       | 2011. március 7.     |
| 52 | A végső ütközet Final Fury Csou! Szaikjou! Uóriázu (超！最強！ウォーリアーズ; Hepburn: Chou! Saikyou! Uōriāzu)                                         | 2010. május 9.       | 2011. március 8.     |

## Bakugan: Gundáliai megszállók
| #  | Epizód címe                                                                                | Első angol sugárzás | Első magyar sugárzás |
| -- | ------------------------------------------------------------------------------------------ | ------------------- | -------------------- |
| 1  | Az új kezdet A New Beginning Sinszekai (新世界; Hepburn: Shinsekai)                        | 2010.05.23.         | 2011.03.25.          |
| 2  | Beismerés Revelation Szendzsó (戦場; Hepburn: Senjō)                                       | 2010.05.30.         | 2011.03.28.          |
| 3  | A kóbor hercegnő The Visitor Deai (出会い; Hepburn: Deai)                                  | 2010.06.06.         | 2011.03.29.          |
| 4  | A leendő bunyós Brawler to Be Taccsidaun (タッチダウン; Hepburn: Tacchidaun)               | 2010.06.13.         | 2011.03.30.          |
| 5  | A nagy ütközés Confrontation Misson (ミッション; Hepburn: Misshon)                         | 2010.06.20.         | 2011.03.31.          |
| 6  | Kínos percek Exposed Givaku (疑惑; Hepburn: Giwaku)                                        | 2010.06.27.         | 2011.04.01.          |
| 7  | Színvallás True Colours Sindzsicu (真実; Hepburn: Shinjitsu)                               | 2010.07.04.         | 2011.04.04.          |
| 8  | A megszállás Hostile Takeover Nakama-tacsi (仲間たち; Hepburn: Nakama-tachi)               | 2010.07.11.         | 2011.04.05.          |
| 9  | Válaszcsapás Twin Attack Dassu (奪取; Hepburn: Dasshu)                                     | 2010.07.18.         | 2011.04.06.          |
| 10 | Szökés a sötétségből Escape from Darkness Jami no tobira (闇の扉; Hepburn: Yami no tobira) | 2010.07.25.         | 2011.04.07           |
| 11 | A titkos küldemény The Secret Package Messzendzsá (メッセンジャー; Hepburn: Messenjā)      | 2010.08.01.         | 2011.04.08           |
| 12 | Az Elementium The Element Honó no szadame (炎のさだめ; Hepburn: Honō no sadame)            | 2010.08.08.         | 2011.04.11           |
| 13 | A gonosz iker Twin Evil Hensin (変身; Hepburn: Henshin)                                    | 2010.08.15.         | 2011.04.12           |
| 14 | A szent ereklye The Sacred Orb Szaizenszen (最前線; Hepburn: Saizensen)                    | 2010.08.22.         | 2011.05.02.          |
| 15 | A csalimadarak Decoy Unit Denkószekka (電光石火; Hepburn: Denkōsekka)                      | 2010.08.29.         | 2011.05.03.          |
| 16 | A titkos csere The Secret Switch Hangeki (反撃; Hepburn: Hangeki)                          | 2010.09.05.         | 2011.05.04.          |
| 17 | Harc a második pajzsért Battle for the Second Shield Fukkacu (復活; Hepburn: Fukkatsu)     | 2010.09.12.         | 2011.05.05.          |
| 18 | Legördül a függöny Curtain Call Jume sibai (夢芝居; Hepburn: Yume shibai)                  | 2010.09.18.         | 2011.05.06.          |
| 19 | Az ereklye titka The Secret of the Orb Anjaku (暗躍; Hepburn: Anyaku)                      | 2010.09.25.         | 2011.05.09.          |
| 20 | Partnerek mindörökké Partners 'Til the End Jume (夢; Hepburn: Yume)                        | 2010.10.03.         | 2011.05.10.          |
| 21 | Oszd meg és uralkodj Divide and Conquer Hangjaku (反逆; Hepburn: Hangyaku)                 | 2010.10.02.         | 2011.05.11.          |
| 22 | Mozgó front Mobile Assault Teiku Ofu (テイク・オフ; Hepburn: Teiku Ofu)                    | 2010.10.02.         | 2011.05.12.          |
| 23 | Sid visszatér Sid Returns Dassucu (脱出; Hepburn: Dasshutsu)                               | 2010.10.02.         | 2011.05.13.          |
| 24 | Dharak kolosszus Colossus Dharak                                                           | 2010.10.02.         | 2011.05.16.          |
| 25 | Dragonoid kolosszus Dragonoid Colossus                                                     | 2010.10.09.         | 2011.05.17.          |
| 26 | Bűnbocsánat Forgiveness                                                                    | 2010.10.16.         | 2011.05.18.          |
| 27 | Irány a vihar szeme Into the Storm                                                         | 2010.10.23.         | 2011.10.03.          |
| 28 | Jake visszatér Jake Returns                                                                | 2010.10.30.         | 2011.10.04.          |
| 29 | A szörnyek eredete Genesis                                                                 | 2010.11.06.         | 2011.10.05.          |
| 30 | A beszivárgás Infiltrated                                                                  | 2010.11.13.         | 2011.10.06.          |
| 31 | Az igazi evolúció True Evolution                                                           | 2010.11.20.         | 2011.10.07.          |
| 32 | A megváltás Redemption                                                                     | 2010.11.27.         | 2011.10.10.          |
| 33 | Jake utolsó csatája Jake's Last Stand                                                      | 2010.12.04.         | 2011.10.11.          |
| 34 | Az utolsó ütés Final Strike                                                                | 2010.12.11.         | 2011.10.12.          |
| 35 | Az álom vége Dream Escape                                                                  | 2010.12.18.         | 2011.10.13.          |
| 36 | A gundáliai leszámolás Gundalian Showdown                                                  | 2011.01.08.         | 2011.10.14.          |
| 37 | A bűbáj vége Broken Spell                                                                  | 2011.01.15.         | 2011.10.17.          |
| 38 | A teremtő Eve Code Eve                                                                     | 2011.01.22.         | 2011.10.18           |
| 39 | A felfedett sors Destiny Revealed                                                          | 2011.01.29.         | 2011.10.19.          |

## Bakugan: Mechtanium kitörés
| #  | Epizód címe                                                                                          | Első angol sugárzás  | Első magyar sugárzás |
| -- | --- | -------------------- | -------------------- |
| 1  | Az új Interspace kihívói Interspace Showdown /隙間の対決 (Sukima no taiketsu)                        | 2011. február 13.    | 2012. február 27.    |
| 2  | Az elszabadult Mechtogan Mechtogan mayhem / Mechtoganメイヘム (Mechtogan meihemu)                    | 2011. február 20.    | 2012. február 28.    |
| 3  | Sokkos nap Disconnect/切断 (Setsudan)                                                                | 2011. február 27.    | 2012. február 29.    |
| 4  | A sztár bukás Fall From Grace/不興を買う (Fukyowokau)                                                | 2011. március 6.     | 2012. március 1.     |
| 5  | (A Tri-Twister tettenérése) Tri-Twister Take Down/トライツイスターは降ろす (Toraitsuisuta wa orosu)  | 2011. március 13.    | 2012. március 2.     |
| 6  | A vereség keserűsége Agony of Defeat /敗北の苦悶 (Haiboku no kumon)                                  | 2011. március 20.    | 2012. március 5.     |
| 7  | BakuNano robbanás BakuNano Explosion /Bakunano爆発 ( Bakunano Bakuhatsu)                             | 2011. március 27.    | 2012. március 6.     |
| 8  | Ismét Új Vestroiaban Return to New Vestroia /ニューヴェストロイアに戻る (Nyuvu Vesutoroia ni modoru) | 2011. április 3.     | 2012. március 7.     |
| 9  | A káosz uralma Chaos Control /カオスコントロール (Kaosukontoru)                                      | 2011. április 10.    | 2012. március 8.     |
| 10 | A tömegbunyó A Royale Pain /ロイヤルの痛み (Roiyaru no itami)                                        | 2011. április 17.    | 2012. március 9.     |
| 11 | Újra összhangban Back in Sync                                                                        | 2011. május 1.       | 2012. március 12.    |
| 12 | Az elme mélyén Mind Search                                                                           | 2011. május 8.       | 2012. március 13.    |
| 13 | Visszakötés Re-Connection                                                                            | 2011. május 15.      | 2012. március 14.    |
| 14 | Tripla veszély Triple Threat                                                                         | 2011. május 22.      | 2012. március 15.    |
| 15 | Hadiállapot az Interspaceben Interspace Under Siege                                                  | 2011. május 29.      | 2012. március 16.    |
| 16 | A hős visszatér A Hero Returns                                                                       | 2011. június 5.      | 2012. március 19.    |
| 17 | A harcmező Gundalia Gundalia Under Fire                                                              | 2011. június 12.     | 2012. március 20.    |
| 18 | Ki is az ellenség Battle Lines                                                                       | 2011. június 19.     | 2012. március 21.    |
| 19 | A kapu feltárása Unlocking the Gate                                                                  | 2011. június 26.     | 2012. március 22.    |
| 20 | A titok lelepleződik True Colours                                                                    | 2011. július 3.      | 2012. március 23.    |
| 21 | A veszélyes szépség Dangerous Beauty                                                                 | 2011. július 10.     | 2012. március 26.    |
| 22 | A tartozás rendezése Unfinished Business                                                             | 2011. július 17.     | 2012. március 27.    |
| 23 | Kit rejt a maszk Behind the Mask                                                                     | 2011. július 24.     | 2012. március 28.    |
| 24 | Az Interspace végnapjai Interspace Armageddon                                                        | 2011. július 31.     | 2012. március 29.    |
| 25 | A sötét hold Dark Moon                                                                               | 2011. augusztus 7.   | 2012. március 30.    |
| 26 | Leszámolás Mag Mel-lel The Final Takedown                                                            | 2011. augusztus 14.  | 2012. április 2.     |
| 27 | Vigyázat, Gonosz Érkezik Evil arrival                                                                | 2011. szeptember 10. | 2012. augusztus 28.  |
| 28 | Wiseman Üstököse Wiseman Cometh                                                                      | 2011. szeptember 17. | 2012. augusztus 29.  |
| 29 | A Titkos Kapcsolat Mysterious Bond                                                                   | 2011. szeptember 24. | 2012. augusztus 30.  |
| 30 | A Mester Tanítványai The Prodigal Bakugan                                                            | 2011. október 1.     | 2012. augusztus 31.  |
| 31 | A Lehetetlen Kombináció Combination Impossible                                                       | 2011. október 8.     | 2012. szeptember 3.  |
| 32 | Szövetséges Ellenség Enemy Allies                                                                    | 2011. október 15.    | 2012. szeptember 4.  |
| 33 | Harc Bakugan Földön Battle for Bakugan Land                                                          | 2011. október 22.    | 2012. szeptember 5.  |
| 34 | Gunz Sötét Csillogása Gunz Blazing                                                                   | 2011. október 29.    | 2012. szeptember 6.  |
| 35 | A Vért Párbaj Battle Suit Bash                                                                       | 2011. november 5.    | 2012. szeptember 7.  |
| 36 | Világvége Visszaszámlálás Countdown to Doomsday                                                      | 2011. november 12.   | 2012. szeptember 10. |
| 37 | A Ki halás elő estéjén Eve of the Extermination                                                      | 2011. november 19.   | 2012. szeptember 11. |
| 38 | Győzelem egy ugrásnyira Jump to Victory                                                              | 2011. november 26.   | 2012. szeptember 12. |
| 39 | Az ellenség szívében Evil Infiltration                                                               | 2011. december 3.    | 2012. szeptember 13. |
| 40 | Gunz él Gunz Lives                                                                                   | 2011. december 10.   | 2012. szeptember 14. |
| 41 | Felsőbbrendű gonosz Evil Evolution                                                                   | 2011. december 17.   | 2012. szeptember 17. |
| 42 | Gonosz a gonosz ellen Evil vs. Evil                                                                  | 2011. december 31.   | 2012. szeptember 18. |
| 43 | Leszámolás a végzet dimenzióban Doom Dimension Throwdown                                             | 2011. január 7.      | 2012. szeptember 19. |
| 44 | A múlt visszavág Blast from the Past                                                                 | 2011. január 7.      | 2012. szeptember 20. |
| 45 | A vég kezdete Beginning of the End                                                                   | 2011. január 7.      | 2012. szeptember 21. |
| 46 | Az út végén End of the Line                                                                          | 2011. január 26.     | 2012. szeptember 24. |